# 朱永权
朱永权（1996年8月27日—，绰号Quan，TBQ，淘宝权，泉），中华人民共和国广东省惠州市惠东县吉隆镇人，《英雄联盟》前职业选手，2013年10月加入LGD Gaming并担任打野位置，2016年1月12日加入OMG并担任打野位置，2016年5月20日加入InG并担任打野位置，2017年6月27日加入Newbee并担任打野位置，2018年1月2日宣布退役，2018年1月13日复出，并加入VTG战队担任打野位置。

## 早年经历
1996年8月27日，朱永权在广东省惠州市惠东县吉隆镇出生。
2011年，朱永权上初二时，由于成绩很差，父亲很早去世，家里经济条件不好，加上朱永权发现自己不是读书的料，为减轻负担，朱永权向母亲提出辍学，但是母亲不同意，于是朱永权又上了一年初中，最终于16岁时拿到初中文凭。
2012年底，初中毕业后，朱永权在找工作之余跟着朋友去网吧玩游戏，他发现自己在游戏领域颇有天赋。此时，朱永权发现有人在组织游戏比赛，于是他开始从事电子竞技。
玩游戏不到一年时，朱永权的一位朋友说要组建一支战队，于是朱永权想加入该战队，但是遭到母亲反对。最后，在哥哥的开解下，朱永权加入该战队，并前往广西进行训练。
4个月后，在2013年10月，朱永权由队友Styz推荐，加入LGD电子竞技俱乐部英雄联盟分部。